# Pseudokatianna
Pseudokatianna är ett släkte av urinsekter. Pseudokatianna ingår i familjen Katiannidae.
Kladogram enligt Catalogue of Life:
| Pseudokatianna | \| \| Pseudokatianna campbellensis \| \| \| \| \| \| Pseudokatianna fagophila \| \| \| \| \| \| Pseudokatianna fasciata \| \| \| \| \| \| Pseudokatianna livida \| \| \| \| \| \| Pseudokatianna lutea \| \| \| \| \| \| Pseudokatianna minuta \| \| \| \| \| \| Pseudokatianna nigra \| \| \| \| \| \| Pseudokatianna nigretalba \| \| \| \| \| \| Pseudokatianna niveovata \| \| \| \| \| \| Pseudokatianna triclavata \| \| \| \| \| \| Pseudokatianna triverrucata \| \| \| \| \| \| Pseudokatianna umbrosalata \| \| \| \| \| \| Pseudokatianna zebra \| \| \| \| |
|                | \| \| Pseudokatianna campbellensis \| \| \| \| \| \| Pseudokatianna fagophila \| \| \| \| \| \| Pseudokatianna fasciata \| \| \| \| \| \| Pseudokatianna livida \| \| \| \| \| \| Pseudokatianna lutea \| \| \| \| \| \| Pseudokatianna minuta \| \| \| \| \| \| Pseudokatianna nigra \| \| \| \| \| \| Pseudokatianna nigretalba \| \| \| \| \| \| Pseudokatianna niveovata \| \| \| \| \| \| Pseudokatianna triclavata \| \| \| \| \| \| Pseudokatianna triverrucata \| \| \| \| \| \| Pseudokatianna umbrosalata \| \| \| \| \| \| Pseudokatianna zebra \| \| \| \| |
|                | Gisinianus |
|                | |
|                | Katianna |
|                | |
|                | Metakatianna |
|                | |
|                | Parakatianna |
|                | |
|                | Polykatianna |
|                | |
|                | Rusekianna |
|                | |
|                | Sminthurinus |
|                | |
|                | Vesicephalus |
|                | |
|                | Pseudokatianna campbellensis |
|                | |
|                | Pseudokatianna fagophila |
|                | |
|                | Pseudokatianna fasciata |
|                | |
|                | Pseudokatianna livida |
|                | |
|                | Pseudokatianna lutea |
|                | |
|                | Pseudokatianna minuta |
|                | |
|                | Pseudokatianna nigra |
|                | |
|                | Pseudokatianna nigretalba |
|                | |
|                | Pseudokatianna niveovata |
|                | |
|                | Pseudokatianna triclavata |
|                | |
|                | Pseudokatianna triverrucata |
|                | |
|                | Pseudokatianna umbrosalata |
|                | |
|                | Pseudokatianna zebra |
|                | |

|  | Pseudokatianna campbellensis |
|  |                              |
|  | Pseudokatianna fagophila     |
|  |                              |
|  | Pseudokatianna fasciata      |
|  |                              |
|  | Pseudokatianna livida        |
|  |                              |
|  | Pseudokatianna lutea         |
|  |                              |
|  | Pseudokatianna minuta        |
|  |                              |
|  | Pseudokatianna nigra         |
|  |                              |
|  | Pseudokatianna nigretalba    |
|  |                              |
|  | Pseudokatianna niveovata     |
|  |                              |
|  | Pseudokatianna triclavata    |
|  |                              |
|  | Pseudokatianna triverrucata  |
|  |                              |
|  | Pseudokatianna umbrosalata   |
|  |                              |
|  | Pseudokatianna zebra         |
|  |                              |